# Master-Dik
Master-Dik è un EP del gruppo musicale statunitense Sonic Youth, pubblicato nel 1987.

## Tracce
- Side A

1. Master-Dik – 5:01

- Side B

1. Beat on the Brat (Ramones cover) – 2:31
2. Under the Influence of the Jesus and Mary Chain (recorded live on Suisse Radio) – 0:43
3. Ticket to Ride / Master-Dik (Version) / Introducing the Stars – 3:14
4. Ringo / He's on Fire / Florida Oil Drums / Westminster Chimes – 1:40
5. Chinese Jam – 1:11
6. Vibrato / Guitar Lick / Funky Fresh – 2:24
7. Our Backyard – 2:17
8. Traffik – 0:05

## Formazione
- Thurston Moore
- Kim Gordon
- Lee Ranaldo
- Steve Shelley